# الیسا سدناوی
الیسا سدناوی (فرانسوی: Elisa Sednaoui‎؛ زادهٔ ۱۴ دسامبر ۱۹۸۷) مدل، هنرپیشه، کارگردان فیلم، فعال بشردوست اهل فرانسه است.
از فیلم‌ها یا برنامه‌های تلویزیونی که وی در آنها نقش داشته‌است می‌توان به آزادی‌خواه اشاره کرد.